# Daniell-Halbinsel
Die Daniell-Halbinsel ist eine große Halbinsel an der Borchgrevink-Küste des ostantarktischen Viktorialands. Sie reicht vom Kap Daniell im Norden bis zum Kap Jones an ihrem südlichen Ende. Ähnlich wie die Adare-Halbinsel und die Hallett-Halbinsel entspricht sie einem länglichen Basaltdom von bis zu 2000 m Höhe. Der Whitehall-Gletscher trennt den Großteil der Halbinsel von den Victory Mountains, zu denen eine Verbindung in der Nähe des Mount Prior besteht.
Teilnehmer einer Kampagne der New Zealand Geological Survey Antarctic Expedition (1957–1958) benannten sie in Anlehnung an die Benennung des Kap Daniell nach dem britischen Physikochemiker John Frederic Daniell (1790–1845), Dozent am King’s College London.

## Weblinks

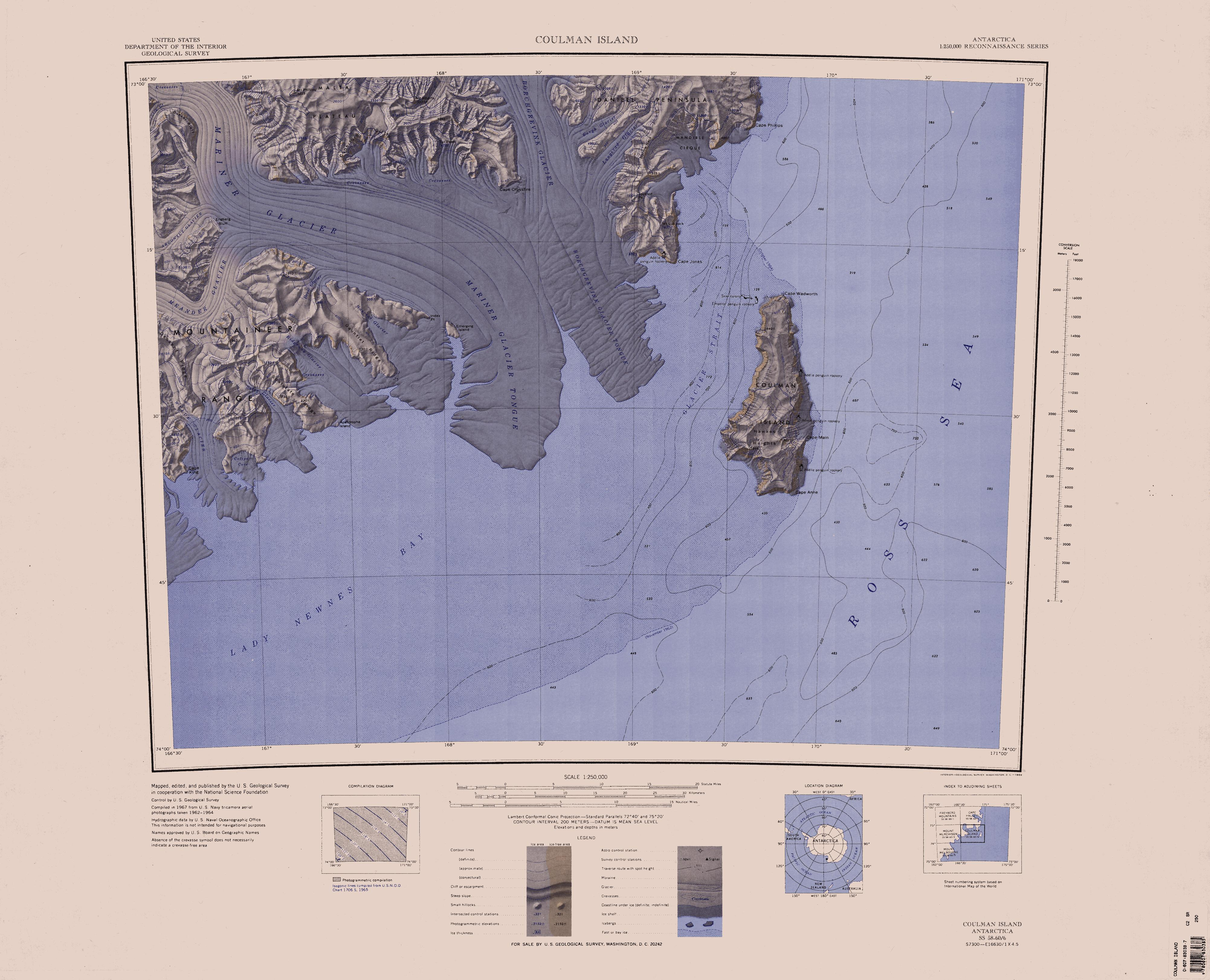
Kartenblatt Coulman Island von 1967: Südteil der Daniell Peninsula in der Mitte des nördlichen Kartenrandes